# Павловский, Радован
Радован Павловский (макед. Радован Павловски; 23 ноября 1937, Ниш, Королевство Югославия — 23 февраля 2022, Скопье, Северная Македония) — северомакедонский поэт, прозаик, эссеист, журналист, действительный член Македонской академии наук и искусств (с 2006).

## Биография
Родился в крестьянской семье. Получил высшее образование в области права и литературы в Университете святых Кирилла и Мефодия в Скопье. С 1964 по 1982 год жил в Загребе, с 1982 по 1985 год — в Белграде, в марте 1985 года переехал в Скопье.
Был членом Общества писателей Македонии, членом Союза писателей бывшей СФРЮ. Являлся членом Македонского ПЕН-клуба. В 2006 году стал академиком, действительным членом Македонской академии наук и искусств.

## Творчество
Печатался с 1960 года. Творчество 1960—1970-х годов, насыщенное яркими метафорами и сюрреалистической образностью, отразило влияние фольклорной традиции: поэтические сборники «Засуха, свадьба, переселения» («Суша, свадба и селидби», 1961), «Высокий полдень» («Високо пладне», 1966), посвящённые родному краю. В более строгой по стилю поэзии 1980—2000-х годов доминирует медитативная лирика: сборники «Краеугольный камень» («Темелник», 1988), «Бог утра» («Бог на утрото», 1991). Среди других произведений: поэтический манифест «Эпическое — на голосование!» («Епското на гласање!», 1960, в соавторстве); сборник эссе «Что может поэзия» («Што може поезиjата», 1993) о месте поэзии в современном мире.
Лауреат многих престижных международных премий. Его работы переведены более чем на 50 языков и включены в ряд антологий.

## Избранные произведения
Сборники стихов
- «Засуха. Свадьба. Переселение» (1961),
- «Пир» (1973),
- «Зёрна» (1975),
- «Молнии» (1978).